# Kolíňany
Kolíňany (em húngaro: Kolon) é um município da Eslováquia, situado no distrito de Nitra, na região de Nitra. Tem 12,5 km² de área e sua população em 2018 foi estimada em 1.578 habitantes.

## História
Nos registros históricos, A vila foi mencionada pela primeira vez em 1113.

## Demografia
| Ano:        | 1994 | 2004   | 2014   | 2024   |
| ----------- | ---- | ------ | ------ | ------ |
| Broj ljudi: | 1408 | 1465   | 1606   | 1558   |
| Razlika:    |      | +4,04% | +9,62% | -2,98% |

| Ano:               | 2023 | 2024   |
| ------------------ | ---- | ------ |
| Número de pessoas: | 1555 | 1558   |
| Diferença:         |      | +0,19% |